# SESAMO
SESAMO è l'acronimo di Sexrelation Evaluation Schedule Assessment Monitoring, un test psicodiagnostico creato in Italia, validato e standardizzato sulla popolazione italiana (v. Tab.1), che si basa su un questionario tramite cui è possibile esplorare gli aspetti sessuali e relazionali, normativi e disfunzionali, in soggetti single o con vita di coppia. Il test può essere somministrato con modalità autocompilativa (su carta o via computer) e, tenendo presente la criticità dell'argomento escusso, si presenta poco invasivo e con basso impatto sulla desiderabilità sociale.
In Italia, fino al 1996, non esisteva un test sessuologico, di tipo obiettivo, che permettesse di effettuare un'analisi strumentale rivolta a quelle persone che soffrono, o ritengono di soffrire, di disagi inerenti alla sfera della sessualità e/o delle relazioni affettive. Mentre in altri paesi proliferavano studi e ricerche sulla sessualità (v. storia della sessuologia), nella realtà italiana lo studio della sessualità umana ha sempre trovato, lungo il suo cammino verso il riconoscimento ufficiale, un percorso disseminato di ostacoli: conoscenze scientifiche carenti, senso comune, oscurantismo, vincoli dogmatici, hanno reso difficoltosa l'esplorazione di tutto ciò che orbitava intorno al pianeta "sesso".

## Caratteristiche
Il test è costituito da due questionari, una versione destinata a persone di orientamento femminile e una destinata all'orientamento maschile, ognuna delle quali si suddivide in tre sezioni (v. Tab.2):
1. la prima sezione contiene gli item che esplorano le aree concernenti gli aspetti della sessualità remota, gli ambiti sociali, ambientali e caratteriali distintivi del soggetto, oltre a un'anamnesi di tipo sanitario. Questa sezione viene compilata da tutti i rispondenti che, al termine di questa prima parte, saranno indirizzati ad una delle due sottosezioni in base alla loro condizione affettivo-relazionale, definita come “situazione di single” o “situazione di coppia”;
2. la seconda sezione raccoglie gli item le cui aree di indagine sono relative alla sessualità attuale e agli aspetti motivazionali; questa sezione è riservata alla situazione di Single, intendendo con ciò la non presenza di una stabile relazione sessuo-affettiva del soggetto con un/una partner;
3. la terza sezione include le aree che indagano la sessualità attuale del soggetto e gli aspetti relazionali della coppia. Questa parte è indirizzata alla situazione diadica, intesa come presenza di una relazione sessuoaffettiva che si protragga orientativamente da almeno sei mesi con un/una partner.

## Tab.1 – Indici alfa di Cronbach
| Indici Alfa del campione statistico | Indici Alfa del campione statistico | Indici Alfa del campione statistico |
| α                                   | Maschio                             | Femmina                             |
| ----------------------------------- | ----------------------------------- | ----------------------------------- |
| Situazione di "single"              | 0.710                               | 0.696                               |
| Situazione di "coppia"              | 0.771                               | 0.700                               |

## Struttura e obiettivi
Nelle due articolazioni dell'orientamento maschio/femmina e single/coppia il test prevede un numero di item variabile: 135 per i maschi e le femmine single e 173 per i maschi e le femmine che vivono una situazione di coppia. La metodica consente di identificare aspetti disfunzionali, sessuali e relazionali, perseguendo due principali obiettivi:
- elaborare un profilo psicosessuale e socio-affettivo del soggetto esaminato, inteso come immagine idiografica;
- formulare ipotesi circa le cause e gli aspetti disfunzionali nell'ambito della sessualità individuale e di coppia.

L'indagine è rivolta essenzialmente alle aree inerenti alla sessualità remota ed attuale ma, contestualmente, vengono considerati tutti quegli annessi che, in modo anche indiretto, possono aver inciso sulla formazione, espressione e manifestazione della personalità, dell'affettività e della relazionalità.

Le aree considerate dal test sono 16 per i single e 18 per le situazioni diadiche (v. Tab.2).

## Tab.2 – Aree di indagine
| Aree di indagine del test SESAMO | Aree di indagine del test SESAMO | Aree di indagine del test SESAMO  |
| Sezione 1                        | Sezione 2                        | Sezione 3                         |
| -------------------------------- | -------------------------------- | --------------------------------- |
| Parte generale                   | Situazione di "single"           | Situazione di "coppia"            |
| Dati socioambientali             | Condizione di single             | Interazioni di coppia             |
| Vissuto corporeo                 | Piacere                          | Rapporti sessuali                 |
| Identità psicosessuale           | Rapporti sessuali                | Masturbazione attuale             |
| Desiderio                        | Masturbazione attuale            | Erotismo immaginativo             |
| Ambiti del piacere               | Erotismo immaginativo            | Comunicativa nella sfera sessuale |
| Masturbazione remota             | Contraccezione                   | Ruoli nella coppia                |
| Esperienziale pregresso          | Atteggiamento relazionale        | Sessualità extrarelazionale       |
| Anamnesi medica                  | —                                | Sessualità e gravidanza           |
| Motivazione e conflitto          | —                                | Contraccezione                    |
| Totale aree                      | Situazione di single = 16 aree   | Situazione di coppia = 18 aree    |

## Metodologia
La metodica è coadiuvata da un programma software che consente sia la somministrazione del questionario che l'elaborazione di un Report (referto anamnestico) multifattoriale plurilivello.
Il software analizza e decodifica le risposte del questionario compilato (autosomministrato direttamente al computer o trascritto dal questionario cartaceo) generando un report valutativo della situazione sessuale e relazionale del soggetto esaminato. Dopo il termine della somministrazione non può essere attuata alcuna modifica sui contenuti del questionario e sul report, ciò è opportuno per motivi deontologici ma è soprattutto necessario per la validità in ambito peritale e negli screening.

## Referto anamnestico
Il report si compone di 9 sezioni:

### 1 - Frontespizio
Contiene i dati identificativi del soggetto e le avvertenze per il corretto uso dei contenuti del referto (interpretazioni, inferenze ed indicazioni offerte dal report).

### 2 - Dati anagrafici e nucleo familiare
Espone un quadro riepilogativo dei dati anagrafici, compreso l'IMC (Indice di massa corporea), la composizione del nucleo familiare, la situazione affettivo-relazionale e i commenti espressi "a caldo" dal soggetto.

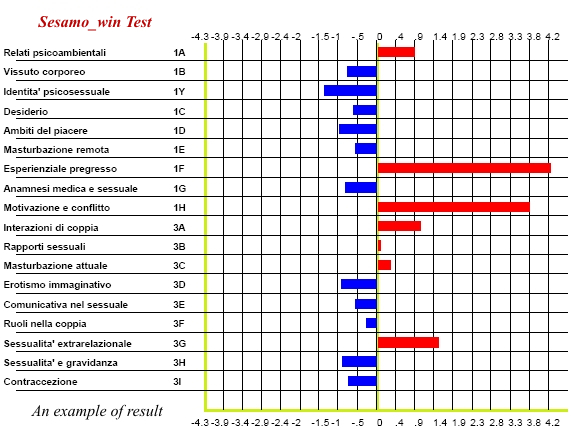
Grafico del Test SESAMO (esempio)

### 3 - Grafico scoring per area
Rappresenta graficamente la sintesi dei punteggi ottenuti dal soggetto in ogni area di analisi (una "istantanea" della situazione sessuorelazionale).

### 4 - Tratti critici
Evidenzia le caratteristiche rilevanti e maggiormente significative della situazione del soggetto.

### 5 - Rapporto narrativo
Espone la storia del soggetto e le sue tappe evolutive, sessuali e relazionali.

### 6 - Approfondimenti diagnostici ed invio
Fornisce sintetiche indicazioni sui punti focali a cui è opportuno riservare maggiore attenzione ed approfondimento, suggerendo eventuali invii e consulenze.

### 7 - Parametri per item ed indici subliminali
Oltre al tema indagato da ogni domanda, vengono riferiti gli indici subliminali rilevati durante l'autocompilazione e il grado di significatività delle risposte scelte:
- indice di Go back (indica il ritorno indietro di un item per effetto ripensamento/ruminazione);
- indice di Try jump (rivela il tentativo di omissione della risposta ad un item);
- indice di significatività o "peso" delle risposte scelte;
- indice del tempo di latenza su ogni item;
- indice di reazione cinetica (motricità emozionale registrata per ogni item);

### 8 - Scoring per area
Lo scoring per area contempla:
- il titolo descrittivo delle aree di indagine relative alla situazione affettiva (single/coppia) del soggetto;
- il numero delle risposte omesse per area (solo nel caso di trascrizione del questionario somministrato su carta) ;
- i punti grezzi per ogni area;
- i punti Z (standard) e il corrispondente rango percentile.

### 9 - Questionario compilato
Questa sezione riporta tutte le risposte che il soggetto ha scelto (e scritto) durante la compilazione del test.

## Criticità
Vengono considerati elementi critici dello strumento: il tempo impiegato per la compilazione (30-60 minuti) e il fatto che l'elaborazione integrale del Report possa essere effettuata solo attraverso il programma software.

Esiste anche una versione ridotta del test denominata Sexuality Evaluation Schedule Assessment Monitoring costituita da 81 item per il questionario maschile e 85 per quello femminile, in cui la somministrazione e lo scoring (calcolo dei risultati) si realizzano solo in modalità carta e matita.

Mentre la versione "standard estesa" è ritenuta idonea e particolarmente indicata per le anamnesi cliniche poiché, grazie all'uso del computer, fornisce una rapida e approfondita raccolta di dati su casi singoli e su gruppi campionari, la forma ridotta può risultare più adeguata per screening su vaste aree di popolazione.